# يوري ناكامورا
يوري ناكامورا (باليابانية: 中村由利؛ بالكانا: なかむら ゆり) هي مغنية وملحنة يابانية، ولدت في 4 يوليو 1977.

## وصلات خارجية
- يوري ناكامورا على موقع ميوزك برينز (الإنجليزية)